# Prokuratoria Generalna (Królestwo Polskie)
Prokuratoria Generalna – naczelny organ prokuratorski w Królestwie Polskim utworzony w 1816 roku postanowieniem króla Aleksandra II.
Prokuratoria Generalna, na zlecenie komisji rządowych, miała bronić interesów majątkowych rodziny królewskiej, skarbu państwa i instytucji publicznych.
Na jej czele stał prokurator generalny prezydujący. W jej skład wchodziło także ośmiu radców i sekretarz generalny. Działała w przynajmniej trzyosobowych kolegiach. W 1831 roku, po stłumieniu powstania listopadowego, zmieniono tytuł prokuratora generalnego prezydującego na prokuratora prezydującego, a sekretarza generalnego na naczelnika kancelarii.
Jako jedyna z konstytucyjnych organów centralnych Królestwa Polskiego, Prokuratoria Generalna nie została zlikwidowana po stłumieniu powstania styczniowego.